# 蒙面人謬誤
蒙面人謬誤（masked man fallacy）是一種形式謬誤，是因不當代換指涉對象造成的錯誤推論。最早由古希臘墨伽拉學派哲學家歐布利德斯提出。原先被認為成悖論的一種，後來發現其命題中的錯誤，於是成為謬誤。
例如一般情況下，我們可如此推理：

- 法官判處蒙面人死刑
- 蒙面人是老張
- 因此，法官判處老張死刑

- 法官判處蒙面人死刑
- 法官未判處老張死刑
- 因此，老張不是蒙面人

然而，以下推理是不適當的：

- 法官相信蒙面人是兇手
- 蒙面人是老張
- 因此，法官相信老張是兇手

- 法官相信蒙面人是兇手
- 法官不相信老張是兇手
- 因此，老張不是蒙面人

- 法官相信蒙面人是兇手
- 法官相信老張是兇手
- 因此，老張是蒙面人

- 法官相信蒙面人是兇手
- 蒙面人不是老張
- 因此，法官相信老張不是兇手

其結構大致為：
A認識B，A不認識C，則B不為C。
如若寫成悖論形式（忽略命題謬誤）：
（1）A認識B，（2）A不認識C，（3）然而B=C，（4）則A認識C嗎？
1.A認識C：與（2）相悖
2.A不認識C：與（1）相悖

## 歷史與流變
蒙面人謬誤，最早由墨伽拉學派的哲學家歐布利德斯提出，只不過當時被認為是一種悖論，但經過時代的流變，人們開始發現這是一種命題錯誤，因此將其定義為謬誤（忽略命題謬誤，將其命為悖論在邏輯上是成立的）。與其意義相同的還有「被忽視者悖論」，因為皆在命題犯了同樣的錯誤，所以也並非真正意義上的悖論。 （页面存档备份，存于）
其原題目為：

A：我不認識此蒙面人。
B：那麼，你認識你的父親對吧？
A：是的。
B：然而，這個蒙面人即為你的父親，所以你不認識你的父親嗎？

## 代換原則
代換原則或共指涉代換是在甲是乙（甲和乙有共同的指涉）時，將語句中的甲代換乙。就如大部分形式系統的規則，如果a=b，則任何式子中的a都可以代換為b。
例如根據「小美是老王的女兒」將「小明欺負小美｣代換為「小明欺負老王的女兒」，就是代換原則的應用。
然而在某些情況下代換性原則會違反一般直覺，例如根據「超人是克拉克肯特」將「小美相信超人會飛｣代換為「小美相信克拉克肯特會飛」。
諸如「小明欺負x」、「法官判處x死刑」等語句是處於外延性語境，而諸如「小美相信x會飛｣、「法官相信x是兇手」之類關於信念，模態（可能性）等語句則是處於內涵性語境（即信念雖有可能性，但其不一定為事實，單憑信念無法判斷準確或不準確）。代換原則只適用於外延性語境，內涵性語境是不適用的。

## 萊布尼茲定律
根據萊布尼茲定律，如果兩個東西相同，則兩個東西的所有性質都相同；反之，如果兩個東西的所有性質都相同，則兩東西相同。
原來的例子「法官相信蒙面人是兇手；蒙面人是老張；因此，法官相信老張是兇手」可將「法官相信蒙面人是兇手」翻譯成「蒙面人具有『被法官相信是兇手』的性質」，此時便可套用萊布尼茲定律：
- 蒙面人具有『被法官相信是兇手』的性質
- 蒙面人是老張
- 因此，老張具有「被法官相信是兇手」的性質

然而『被法官相信是兇手』，因為它取決於一個人的不完整知識，不能總是作為一個合適的性質。

## 變體
歐布利德斯另有變體版的蒙面人謬誤：厄勒克特拉悖論，其內容如下：

厄勒克特拉沒有認出來訪者是她的弟弟俄瑞斯忒斯。然而，厄勒克特拉認識她的弟弟。因此，厄勒克特拉知道來訪的人是誰。

和蒙面人謬誤一樣，厄勒克特拉悖論也犯了命題上的錯誤，兩者皆犯了同樣的謬誤，即代換原則只適用於外延性語境，不適用於內涵性語境，所以不是真正的悖論。這個變體版的蒙面人謬誤，結構大致為（忽略命題謬誤）：
（1）A不知道B，（2）但A知道C。（3）然而B=C，（4）則A知道B嗎？
1.A知道B：與（1）矛盾
2.A不知道B：與（2）矛盾
而蒙面人悖論的結構大致為：
A不知道B，但A知道C。然而B=C，則A不知道C嗎？
兩者乍看之下雖然相似，但透過上述分析，結構還是不一致的。

## 外部連結
- （英文）The Masked Man Fallacy （页面存档备份，存于）